# Charlie dentystą
Charlie dentystą – film komediowy z 1914 roku, wyprodukowany przez Keystone Studios. Film trwa 16 min.

## Fabuła
Charlie chce zostać dentystą, ale na razie jest tylko asystentem. Rewia komicznych konsekwencji zastąpienia dentysty przez jego pacjenta, wielce zapadająca w pamięć, prawdziwie śmieszna. Wielokrotnie do tych gagów nawiązywano.

## Obsada
- Charlie Chaplin – asystent dentysty
- Fritz Schade – dr Pain, dentysta
- Alice Howell – żona dentysty
- Joseph Sutherland – asystent
- Slim Summerville – pacjent
- Josef Swickard – pacjent
- Mack Swain – pacjent